# Zwartkeelstruikgors
De zwartkeelstruikgors (Atlapetes melanolaemus) is een zangvogel uit de familie Passerellidae (Amerikaanse gorzen).

## Verspreiding en leefgebied
Deze soort is endemisch in zuidoostelijk Peru, met name in Cuzco en Puno.